# Lista över Algeriets statsöverhuvuden

Presidentens standar.

Detta är en lista över Algeriets statsöverhuvuden.
| Namn                 | Bild            | Ämbetsperiod                          | Titel                                                                        |
| -------------------- | --------------- | ------------------------------------- | ---------------------------------------------------------------------------- |
| Abdur Rahman Farès   |                 | 3 juli – 25 September 1962            | President i det provisoriska styrande rådet                                  |
| Ferhat Abbas         |                 | 25 september 1962 – 27 september 1962 | President i Algeriska republikens provisoriska regering                      |
| Ahmed Ben Bella      | Ahmed Ben Bella | 27 september 1962 – 19 juni 1965      | Regeringens chef (till 17 september 1963) President (från 17 september 1963) |
| Houari Boumédiènne   |                 | 19 juni 1965 – 10 december 1976       | President i revolutionsrådet                                                 |
| Houari Boumédiènne   |                 | 10 december 1976 – 27 december 1978   | President                                                                    |
| Rabah Bitat          |                 | 27 december 1978 – 9 februari 1979    | Interimspresident                                                            |
| Chadli Bendjedid     |                 | 9 februari 1979 – 11 januari 1992     | President                                                                    |
| Mohamed Boudiaf      |                 | 14 januari – 29 juni 1992             | Ordförande i statens styrande råd                                            |
| Ali Kafi             |                 | 29 juni 1992 – 31 januari 1994        | Ordförande i statens styrande råd                                            |
| Liamine Zéroual      |                 | 31 januari 1994 – 27 april 1999       | Statschef                                                                    |
| Abdelaziz Bouteflika |                 | 27 april 1999 – 2019                  | President                                                                    |
| Abdelkader Bensalah  |                 | 2 april - december 2019               | President                                                                    |
| Abdelmadjid Tebboune |                 | december 2019 –                       | President                                                                    |